# Diario di uno scandalo
Diario di uno scandalo (Notes on a Scandal) è un film del 2006 diretto da Richard Eyre, tratto dal romanzo di Zoë Heller La donna dello scandalo.
La pellicola ha ricevuto quattro candidature ai premi Oscar nel 2007: miglior attrice protagonista (Judi Dench) e non protagonista (Cate Blanchett), miglior sceneggiatura non originale e migliore colonna sonora.

## Trama
Barbara Covett è un'anziana insegnante di storia in una scuola pubblica a Londra. Solitaria e single, è decisamente poco popolare fra colleghi e studenti e il suo unico "rapporto" è quello che tiene col proprio diario, a cui confida tutto il disprezzo che prova per il prossimo. All'inizio del nuovo anno scolastico, arriva a scuola una nuova insegnante, l'idealista Sheba Hart, che sembra catalizzare intorno a sé l'attenzione di tutti, compresa quella di Barbara.
In una occasione, Barbara aiuta Sheba a riportare l'ordine nella sua classe, ottenendone così la riconoscenza. Barbara coglie l'occasione per cercare di farsela amica. Barbara scopre così che la trentasettenne Sheba è sposata con un uomo molto più anziano di lei e ha due figli, Polly e Ben, quest'ultimo affetto dalla sindrome di Down (Barbara li definisce malignamente nel suo diario "una principessa sul pisello e un buffone di corte piuttosto tedioso"). Inoltre, Barbara scopre che Sheba ha una relazione con uno studente di quindici anni, Steven Connelly.
Barbara accetta di mantenere il segreto, rendendo Sheba sempre più debitrice nei suoi confronti e convincendosi così di aver fortificato la loro amicizia. Tuttavia, quando Barbara si presenta a Sheba cercando consolazione per la morte della sua gatta Portia, la donna non può prestarle attenzione, perché impegnata con la recita scolastica di Ben e questo fa andare Barbara su tutte le furie. Barbara, con astuzia e malizia, allude con un collega innamorato di Sheba, circa la relazione fra quest'ultima e Steven, lasciando che sia lui a diffondere la voce.
Dopo poco infatti, Sheba viene assalita dalla madre di Steven, perde il lavoro e il caso finisce su tutti i giornali. Anche Barbara viene fatta pensionare anticipatamente, poiché, pur a conoscenza dei fatti, era venuta meno al dovere di denuncia alle autorità. Allontanata di casa dal marito, Sheba - convinta che a divulgare la turpe vicenda sia stato il giovanissimo amante - cerca rifugio da Barbara. Nonostante lo stress e il patimento di Sheba, Barbara passa in sua compagnia il mese più bello della sua vita. Un giorno, tuttavia, commette l'imprudenza di lasciarla sola in casa, dandole la possibilità di leggere il diario.
Scoperta la verità, Sheba affronta duramente Barbara - che provava per lei un'ambigua e quasi psicopatica attrazione - e lascia l'appartamento per tornare dal marito, che sembra disposto a perdonarla. Alla fine Sheba viene condannata a dieci mesi, mentre Barbara, indefessa, sul finire della pellicola comincia una nuova amicizia con una giovane donna di nome Annabel, conosciuta nel luogo panoramico in cui era solita passare del tempo con Sheba.

## Curiosità
Le due principali attrici del film hanno interpretato il ruolo di Elisabetta I. Cate Blanchett in Elizabeth ed Elizabeth: the Golden age, Judi Dench in Shakespeare in Love.

## Riconoscimenti
- 2007 - Premio Oscar
  - Nomination Miglior attrice protagonista a Judi Dench
  - Nomination Miglior attrice non protagonista a Cate Blanchett
  - Nomination Migliore sceneggiatura non originale a Patrick Marber
  - Nomination Miglior colonna sonora a Philip Glass
- 2007 - Golden Globe
  - Nomination Miglior attrice in un film drammatico a Judi Dench
  - Nomination Migliore attrice non protagonista a Cate Blanchett
  - Nomination Migliore sceneggiatura a Patrick Marber
- 2007 - British Academy Film Awards
  - Nomination Miglior film
  - Nomination Miglior attrice protagonista a Judi Dench
  - Nomination Miglior sceneggiatura non originale a Patrick Marber
- 2007 - British Independent Film Awards
  - Nomination Miglior film straniero
  - Premio alla miglior attrice protagonista a Judi Dench
  - Nomination miglior attrice non protagonista a Cate Blanchett
  - Premio alla miglior sceneggiatura non originale a Patrick Marber
- 2007 - Chicago Film Critics Association
  - Nomination miglior attrice a Judi Dench
  - Nomination miglior attrice non protagonista a Cate Blanchett
  - Nomination miglior sceneggiatura non originale a Patrick Marber
  - Nomination miglior colonna sonora a Philip Glass
- 2007 - Evening Standard British Film Awards
  - Premio alla  miglior attrice non protagonista a Cate Blanchett
- 2007 - London Critics Circle Film Awards
  - Nomination attrice dell'anno a Judi Dench
  - Nomination miglior attrice dell'anno a Judi Dench
  - Nomination miglior attore non protagonista a Bill Nighy
- 2007 - Screen Actors Guild Awards
  - Nomination Screen Actors Guild Award per la migliore attrice cinematografica a Judi Dench
  - Nomination Screen Actors Guild Award per la migliore attrice non protagonista cinematografica a Cate Blanchett